# ICloud
iCloud（アイクラウド）は、Appleが提供しているクラウドサービスである。

## 概要
2011年4月に、icloud.comというドメイン名でウェブストレージサービスを提供していたXcerion社から、Appleが450万米ドルでドメインを買い取った。2011年6月6日のWWDC 2011でiOS 5と同時に発表され、その後開発者向けにベータ版が提供された。10月12日に正式にサービスが開始となった。Amazon Web ServicesやGoogle Cloud Platformを使用して構築されている。
前身のクラウドサービスであるMobileMeが有料であったことに対し、iCloudは5GBまでは無料で利用することができる。iCloudの登場により、MobileMeは2012年6月30日で提供終了した。

## 歴史
- 2011年4月 - Xcerion社からiCloud.comドメインを取得。
- 2011年6月 - WWDC 2011でiCloudが発表され、開発者向けベータ版が提供される。
- 2011年10月 - iCloudが正式にリリース。
- 2014年8月31日 - 著名人を狙ったフィッシングにより、iCloudから米国人気女優やモデルなど著名人のプライベート画像が多数流出する事件（2014年iCloudからの著名人プライベート写真大量流出事件）が発生。写真のなかにはヌード写真も含まれていた[6][7]。
- 2014年9月17日 - iOS 8で、前述の事件をふまえてiColudへのログインにも2ファクタ認証を採用したり、iCloudのデータ復元時にメールと通知を送って利用者に知らせるなどの対策が取られた[8]。

## 提供サービス
Web版iCloud (icloud.com)
パソコンのウェブブラウザ上でメール、連絡先、カレンダー、iPhoneを探す、iWorksの書類データにアクセスできる。iOS 6.0からはメモやリマインダーへのアクセス、iOS 8.0からはiCloud DriveやiCloud Photo Libraryへのアクセスも可能となった。
フォトストリーム
iPhoneなどで撮影した写真を自動的に他の端末に転送する。iCloudのストレージとは別にフォトストリーム用の領域が用意され、最新1000件の写真を30日間保存することができる。iOS 5.0.1まではフォトストリーム内の写真の個別削除ができなかったが、iOS 5.1で個別削除に対応した。iOS 6.0からはフォトストリームを複数人で共有できるようになり、対応端末間で画像を閲覧・共有可能なほか、Apple TVやWeb上でも見ることが可能となる。2023年7月26日にサービス終了。
iCloud写真
iOS 8.3から対応するサービスで、撮影した写真や動画を自動的にiCloud上に保存でき、iCloud対応端末からどこでもアクセス可能になるほか、フォトレタッチツールなどで編集を行った際にその結果が自動的に同期される。
Web版 iWork
iWorkをWebブラウザ上で利用できるようにしたWebアプリケーションで、書類データの閲覧だけで無く、編集も可能となっている。2012年8月27日よりベータ版が一般公開され、2018年6月現在正式サービスが行われている。 iWorkを始めとする対応アプリで作成・編集・保存した書類などのデータをWindows 7以降を搭載したPCやOS X Mavericks 10.9以降を搭載したMacとの間で同期できる。またiCloudにアクセスすることでパソコン上にiWorkなどで作成・保存した書類やデータをダウンロードする、またはパソコンで作成した書類などをアップロードすることが可能となる。
iCloud Drive
iOS 8およびOS X Yosemite、Windows 7以降で使用可能なクラウドストレージサービス。従来までのiCloud対応データだけでなく、様々なファイルをクラウド上に保存・共有できる。FinderやWindows Explorer、iOSのファイルアプリからフォルダやファイルの管理も可能となる。
Mail Drop
iCloud Driveと連携した電子メール用のストレージサービス。最大5GBでのファイルを送受信でき、添付したファイルはiCloud上に保存され、OS X Yosemiteの標準メールアプリではクラウドを意識する事なくシームレスに扱う事が可能となる。それ以外のメールソフトではiCloudへのリンクとして扱われる。
iCloudバックアップ
iOSまたはiPad OS端末にある各種データをストレージ上にバックアップを行う。通常はWi-Fi及び電源に接続された時に自動でバックアップ作業が行われる。これによって新しい端末を購入した際のデータ移行や、初期化して元の状態に戻す時の復元作業も、Wi-Fiを経由することでパソコンを使わずに行うことができる。Wi-Fi接続がない時にモバイルデータ通信を介してバックアップを行うオプションもある。
iCloudタブ
iOS 11.0、macOS Sierra以降のSafariで対応する機能で、表示していたタブの同期が可能となる。これにより、自宅のMacで見ていたWebサイトがiPhoneやiPadのSafariに自動的に同期され、外出先でも続きを読むことが可能となる。
iCloudキーチェーン
iOS 8.4.1およびOS X Yosemite 10.10.5以降を対象にしたサービスで、iCloudにアカウントIDやパスワード、クレジットカード情報を登録しておくことで、Safariで指定したパスワードを入力するだけでこれらの情報が自動的に入力される。
iOS 16、iPadOS 16、macOS Venturaより、パスキーを用いたパスワード管理に対応した。
ファミリー共有
iOS 8, OS X Yosemiteから対応するサービスで、一家庭（最大6人まで）で購入したストレージ容量の共有が可能となる。ストレージの中身は共有されない。また、登録したクレジットカード情報を共有し、カードを管理する親アカウントに子アカウントからコンテンツを購入していいか許可を申請するペアレンタルコントロールを設定することもできる。
MobileMeからの継承サービス
電子メール (@mac.com @me.com)、連絡先、カレンダー、ブックマーク、メモ、どこでもMy Macがそのまま継続して利用可能となる。iOS端末検索機能の「iPhoneを探す」もそのまま利用できるのに加えて、友人の端末位置情報を検索する「友達を探す」も利用可能となる。なお、iWebやiDisk、ギャラリーについては継承されない。なお、Windowsでのブックマーク同期はSafariのWindows版が提供されなくなっているため、当初からはInternet Explorerが、コントロールパネルの3.0からはMozilla FirefoxとGoogle Chromeが対応ブラウザとなっている。
iCloud プライベートリレー
iOS 15とmacOS Montereyでリリースされた機能。Appleが運営する1のプロキシとAkamaiなど他社が運営する2のプロキシ(ISPと1のプロキシではアクセス先が暗号化されているためユーザのIPアドレスのみしかわからず、2ではアクセス先の情報だけを1のプロキシから取得・復号するため、この連鎖内でユーザのIPとアクセス先はそれぞれ分かってもその両方を組み合わせて確認することはAppleでもできない)の計2つのプロキシサーバを介し、DNSレコードの情報や位置情報をAppleやプロバイダを含めて知られなくなる機能。SafariのWebサイト・DNSクエリ全てと一部アプリで発生する通信(具体的には保護されていないHTTP通信全て)に適用される。iCloud+サブスクリプションの一つとして利用可能。
メールアドレスを非公開
webサービスにメールアドレスを登録する際などに利用する所謂「捨てアド」を作成できる機能である。ランダムに一意のメールアドレスを作成でき、届いたメールは指定したApple Accountのメールアドレスに自動的に転送される。MacやiPhone,iPadの設定アプリやSafari appから利用できる。利用にはiCloud+のサブスクリプション契約が必要である。

## システム要件
推奨されるシステム条件は、iOS 18, iPadOS 18, macOS Sequoia 15, watchOS 11, tvOS 18, visionOS 2, Microsoft Windows 11, Windows用iCloud 15である。
最小システム条件は、iOS 10を搭載したiPhone（5以降）、iPad（第4世代以降）、iPad mini 2、iPod touch（第6世代）、またはMacOS Sierra 10.12以降をインストールしたMacである。MacやPCとの連携には、macOS Sierra 10.12以降をインストールしたMac、またはiTunes 12.7・Windows 10搭載PCが必要である。ウェブ版のiCloud.comの利用には、最新バージョンのSafari、Firefox、Google Chrome、Microsoft Edge、Operaの利用が推奨されている。